# Pablo Chacón
Pablo Chacón (n. 22 mai 1975, Las Heras⁠(d), Provincia Mendoza, Argentina) este un boxer ce a reprezentat Argentina, medaliat olimpic. A participat la o ediție a Jocurilor Olimpice (1996) în care a câștigat o medalie de bronz.

## Participări
Lista de mai jos prezintă principalele competiții la care a participat Pablo Chacón de-a lungul carierei.
- boxing at the 1996 Summer Olympics – featherweight[*]